# Безменово (железнодорожная станция, Новосибирская область)
Безменово — станция (тип населённого пункта) в Черепановском районе Новосибирской области. Административный центр Безменовского сельсовета.

## География
Площадь станции — 163 гектаров.

## Население
| 2002 | 2007  | 2010  |
| ---- | ----- | ----- |
| 2370 | ↗2490 | ↘2114 |

## Инфраструктура
На станции по данным на 2007 год функционируют 1 учреждение здравоохранения и 2 учреждения образования.
Автобусное сообщение с районным центром Черепаново.